# Jacob Bryson
Jacob Bryson (London, Ontario, 18 de noviembre de 1997) es un jugador profesional canadiense de hockey sobre hielo que se desempeña en la posición de defensor izquierdo en Buffalo Sabres, equipo de la National Hockey League (NHL).

## Carrera
Fue seleccionado en la cuarta ronda en la NHL Entry Draft de 2017. En 2020 hizo su debut profesional con el equipo Buffalo Sabres, donde lleva jugando cuatro temporadas.